# Бюир
Бюи́р (фр. Buire) — коммуна во Франции, находится в регионе Пикардия. Департамент коммуны — Эна. Входит в состав кантона Ирсон. Округ коммуны — Вервен.
Код INSEE коммуны — 02134.

## Население
Население коммуны на 2010 год составляло 884 человека.
| 1962 | 1968 | 1975 | 1982 | 1990 | 1999 | 2010 |
| ---- | ---- | ---- | ---- | ---- | ---- | ---- |
| 930  | 911  | 785  | 857  | 868  | 892  | 884  |

## Экономика
В 2010 году среди 533 человек трудоспособного возраста (15—64 лет) 351 были экономически активными, 182 — неактивными (показатель активности — 65,9 %, в 1999 году было 67,1 %). Из 351 активных жителей работали 305 человек (178 мужчин и 127 женщин), безработных было 46 (15 мужчин и 31 женщина). Среди 182 неактивных 51 человек были учениками или студентами, 56 — пенсионерами, 75 были неактивными по другим причинам.